# Palácio da Madalena

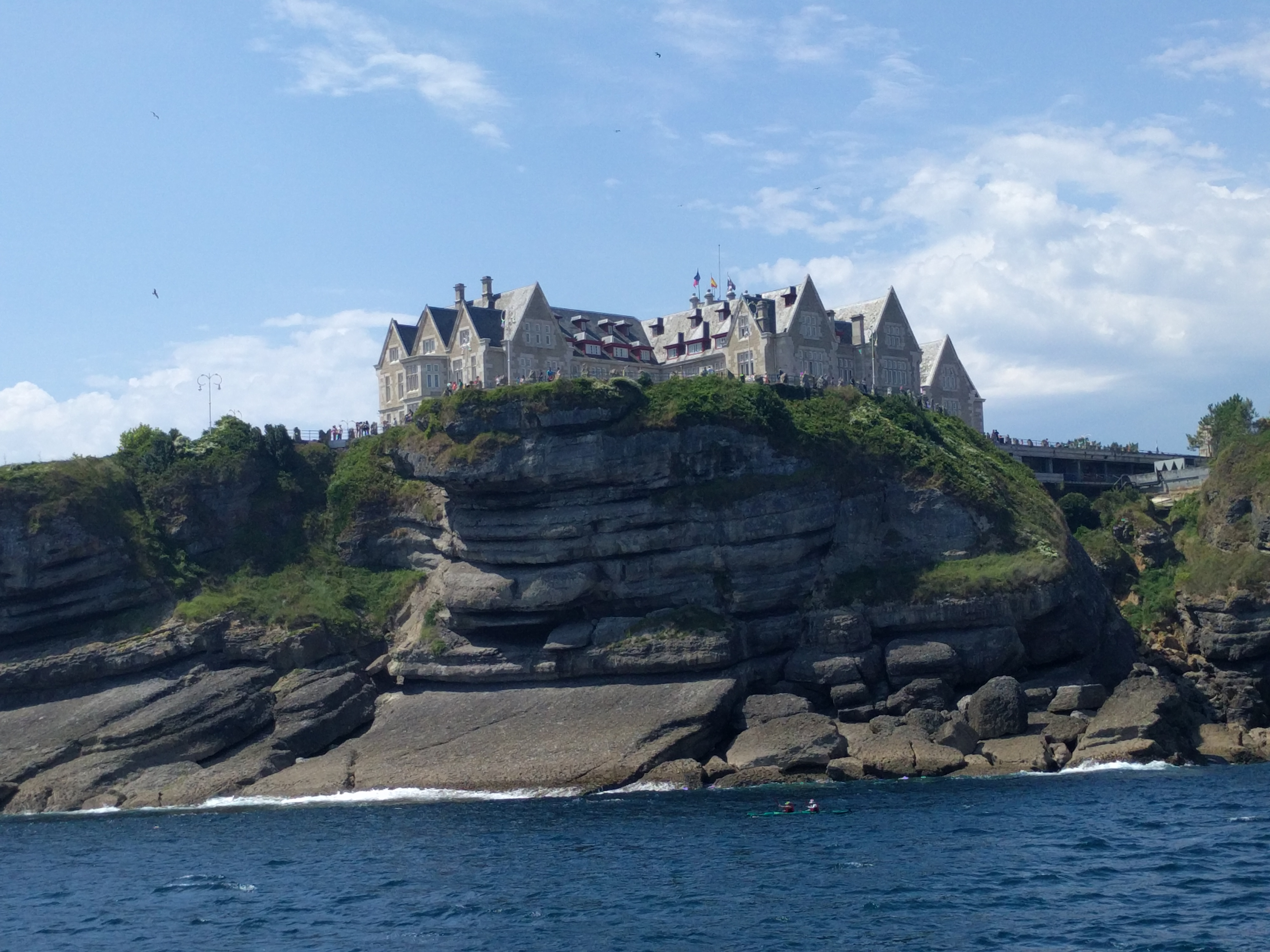
Vista do palácio desde a baía de Santander

O Real Palácio da Madalena (em castelhano: Real Palacio de la Magdalena) é um edifício situado na península da Madalena, na entrada norte da baía de Santander, a capital da comunidade autónoma da Cantábria, Espanha. Foi construído entre 1909 e 1911 por subscrição pública, para ser oferecido à família real espanhola, que tinha o hábito de passar o verão na cidade. É um dos edifícios mais emblemáticos e uma das principais atrações turísticas de Santander.
O edifício foi projetado pelos arquitetos Gonzalo Bringas Vega, Javier González de Riancho e situa-se no local onde antes se erguia o antigo fortim de São Salvador de Hano, que protegia a entrada da baía. Desde 1912 que foi a residência de verão do rei Afonso XII de Espanha e da sua família, que o usaram regularmente até à proclamação da Segunda República Espanhola em 1931. Em 1914 foram construídas as cavalariças, da autoria de González de Riancho, que imitam uma aldeia medieval inglesa, com enxaiméis de madeira à vista e telhados muito inclinados e pontiagudos.
Em 1977 João de Bourbon, filho de Afonso XIII, vendeu o palácio à cidade e em 1982 foi declarado monumento histórico-artístico. Foi reabilitado entre 1993 e 1995 pelo ayuntamiento (governo municipal) de Santander e pela Universidade Internacional Menéndez Pelayo [es], que organiza cursos de verão no palácio e tomou a seu cargo os juros do empréstimo. O projeto de reabilitação foi da autoria de Luis de la Fuente.

## História
Na década de 1860 houve planos para construir uma residência da família real, os quais foram abandonadas devido à Revolução de 1868, com o objetivo de promover Santander como estância turística da alta sociedade dando um carácter mais permanente às estadias da realeza na cidade, que estava a contibuir para o desenvolvimento da cidade. O local da Madalena não estava despovoado. As escavações arqueológicas atestam que a presença humana na península remonta ao século I d.C., durante o Império Romano, época da qual se encontraram vestígios de estaleiros navais e vários objetos.
O projeto para o palácio Bringas Vega e González Riancho ganhou um concurso internacional realizado pelo ayuntamiento. Durante as revoltas operárias de 1911 em Santander, as obras de construção do palácio sofreram paralisações devido a greves dos seus pedreiros e só pôde ser entregue à realeza em 1912. Custou cerca de 700 000 pesetas de 1912, que foram pagas pelo ayuntamiento e por numerosas famílias locais, que realizaram uma subscrição pública. A Sociedade El Sardinero ofereceu 100 000 pesetas e a família Botín (proprietária do Banco Santander) ofereceu 1 000 pesetas. Os problemas financeiros para conseguir pagar a obra levaram a comissão executiva da obra ao ponto de comprar uma lotaria de Natal para tentar a sorte, sem sucesso.
O rei Afonso XIII era informado detalhadamente do progresso da construção e em 12 de janeiro de 1912 recebeu em audiências a comissãoe executiva, constituída pelo presidente da Deputação Provincial, Ramón Pérez Eizaguirre, o alcaide Ángel Lloreda, o ex-deputado Pedro Acha e um prestigiado médico local, Manuel Sánchez-Saráchaga, para acertar os detalhes da tomada de posse do palácio que estava próxima. Após as obras serem concluídas, a rainha Vitória Eugénia dirigiu pessoalmente os trabalhos de mobilação e decoração. O historiador britânico Peter Burke disse a propósito do palácio: «Desde esse momento [1912], e até ao verão de 1930, inclusive, o Palácio da Madalena de Santander é sede real e ponto de atração social e política para jornalistas e políticos, para a vida pública espanhola.»
A infanta Beatriz de Bourbon e Battenberg, filha de Afonso XIII, referiu-se às estadias estivais da família real no palácio da seguinte forma: «Mas a mim o que mais me gostava era ir para o Palácio da Madalena em Santander, porque ali éramos mais livres, fazíamos uma vida completamente com "particulares"». Porém, a infanta também criticou a reabilitação de finais do século, o que dá uma ideia das profundas reformas, além da adequação para escritórios e salas de reunião, que sofreu o edifício para ser a sede da Universidade Internacional Menéndez Pelayo:
| “ | Fomos a Santander, que não via desde que nos fomos embora em 1931, há mais de anos […] Vi o Palácio da Madalena... o palácio pareceu-me, um horror!... Nem me fales... O que mudaram, a parte de cima está bem, mas na parte de baixo não havia razão para a modificar, porque era tudo muito bonito. Fizeram uma escadaria enorme com muitos adornos, não sabes o horrendo que está, com as portas de vidro colorido […] Mas por fora está igual ao que era antes, fantástico! | ” |
|   | — Infanta Beatriz de Espanha . |   |

Em 1918 começaram a ser lecionados cursos de verão, mediante um convénio com a Universidade de Liverpool. Estes cursos foram o germe da Universidade Internacional Menéndez Pelayo, a qual foi criada com o nome de Universidade Internacional de Verão de Santander em 23 de agosto de 1932, durante o período republicano. Desde abril de 1931, quando foi proclamada a república, até à criação da universidade, o palácio esteve sem uso. A universidade ficou com o palácio como sua sede por decreto do Presidente da República, graças ao empenho do ministro Fernando de los Ríos e o então deputado e depois ministro Francisco Barnés Salinas [es]. O seu primeiro reitor foi Ramón Menéndez Pidal e o primeiro secretário foi Pedro Salinas.
As atividades da universidade pararam durante a Guerra Civil e só recomeçaram em 1938 no Hospital de São Rafael [es]. Entre o fim de agosto de 1937 e novembro de 1939, as cavalariças do palácio foram usadas como um campo de concentração franquista, o qual, apesar de não ser dos piores em termos de condições sanitárias, chegou a ter mais de 1 600 presos, quando inicialmente tinha sido planeado para 600. os reclusos eram levados em massa até à praia da Madalena para tomarem banho, inclusivamente no inverno.
O espaço foi devolvido à Universidade Internacional em 1949. Desde então que o palácio tem acolhido numerosas conferências e reuniões importantes a nível internacional, exposições, eventos musicais, etc. Um exemplo disso foi a reunião em 1952 esteve na origem da criação do Centro Europeu de Documentação e Informação [en] (CEDI). João de Bourbon, outro filho de Afonso XIII, vendeu o palácio à cidade por 150 milhões de pesetas em 1977. Esta venda, ocorrida, durante o primeiro mandato como alcaide de Santander de Juan Hormaechea, do partido conservador Aliança Popular, provocou uma grande polémica, pois os partidos de esquerda devido a ter sido a cidade que ofereceu o imóvel à Casa Real.

## Arquitetura

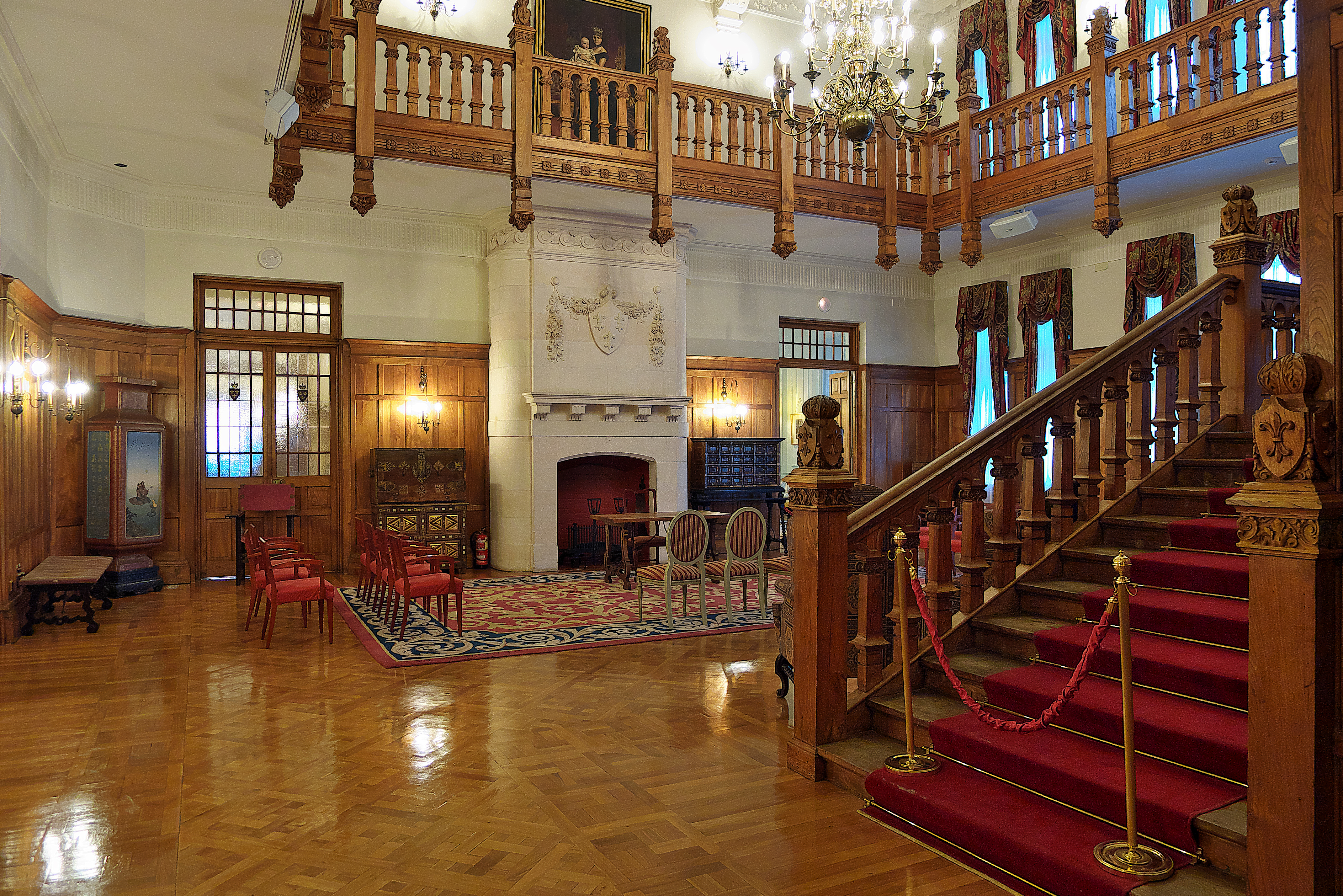
Vestíbulo principal do palácio

O palácio situa-se na península da Madalena, também chamada Real Sitio de La Magdalena, um parque público periurbano, que serve de eixo entre os espaços marítimos do El Sardinero e a zona central da cidade. Situada na parte norte da entrada da baía de Santander, a península destaca-se pela sua vegetação florestal. Tem duas praias contíguas na margem sul (a dos Biquínis e a da Madalena), um mni jardim zoológico e um parque infantil, além de vários edifícios.
O edifício é uma obra de estilo eclético, que combina influências inglesas, patentes na disposição das massas exteriores, numerosas chaminés, forma das janelas, etc., com aportes de estilo francês, como a escadaria principal com dois lanços de escadas, a assimetria dos corpos do edifício, etc., além de traços tomados da chamada arquitetura barroca montanhesa A sua construção popularizou um subestilo eclético-regionalista na Cantábria, cujo expoente máximo é o próprio palácio da Madalena e que teve origem no palácio pitoresquista [en] e neogótico de los Hornillos [es] (em Las Fraguas, município de Arenas de Iguña).
O esquema planimétrico baseia-se num corpo comprido, com 91 por 21 m e noutro, a norte com 20×20 m. Os alçados são assimétricos e a multiplicidade de reentrâncias e saliências dão a sensação de que consiste de vários corpos geminados. Há duas entradas, uma a norte, para carruagens, com pórtico, e outra a sul, que é a principal, com dois torreões de planta octogonal e uma escadaria com dois lanços de escadas. O edifício é de alvenaria de pedra, procedente de Cueto, e o teto é coberto de ardósia. No interior destacam-se os salões de receção, que conservam alguns quadros com interesse, de pintores como Manuel Benedito [es], Joaquín Sorolla, Álvarez de Sotomayor [es], entre outros.[carece de fontes?]
O complexo das cavalariças foi projetado por Javier González Riancho em 1914, em redor de uma pequena praça, num terreno palno perto da praia. Os seus corpos, que simulam uma aldeia rural, com torres e telhados pontiagudos, com alguns traços de georgianos, têm duas elevações. Quando a universidade foi instalada no palácio, as cavalariças foram convertidas numa residência de estudantes.

## Impactos sociais e culturais
A Madalena. Sóis. Sonhos.
Mil novecentos e trinta e nove,
começar a viver de novo!
E logo já para toda a vida.
E os anos que não veremos.

— Poema de José Hierro [es],
um apaixonado por Santander

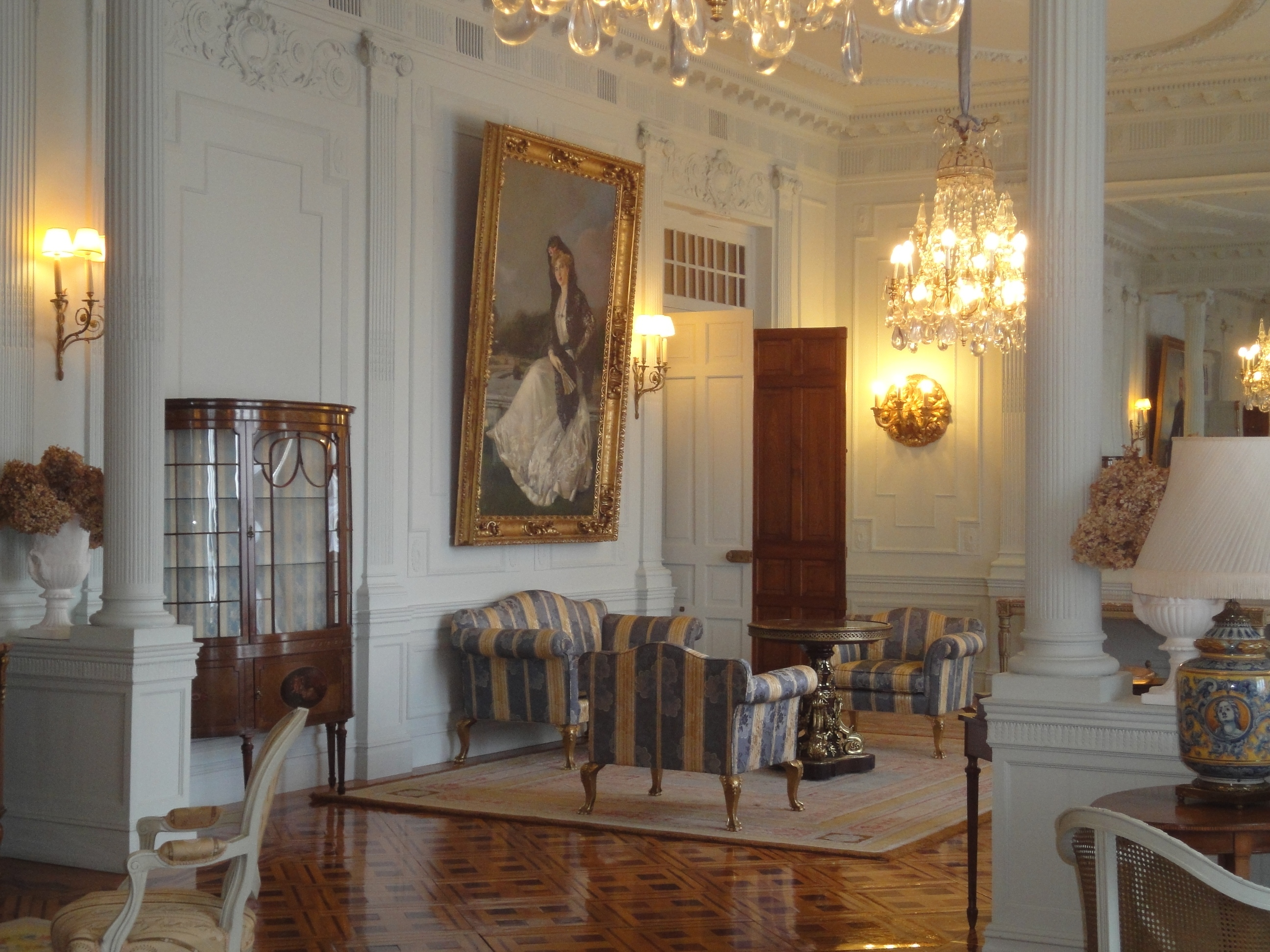
Sala do palácio

A construção do palácio, que rapidamente se tornou um símbolo de Santander, teve três efeitos imediatos: fixou a cidade como local de veraneio da classe alta espanhola, contribui para uma forte tendência para o crescimento urbanístico e difundiu o seu estilo arquitetónico eclético montanhês-inglês, elevando a qualidade das novas edificações da cidade.[carece de fontes?] Segundo Sazatornil Ruiz, o premiado "Plano Geral do Ensanche Noroeste e Este para Santander", aprovado por em 1910, ampliou os efeitors urbanos e consolidou a inversão definitiva das linhas de crescimento: a expansão da cidade deixou de se dirigir para a zona do ensanche em Maliaño [es] (a sul), ampliando o espaço portuário, para se estender pelas vizinhanças do Sardinero (a norte), refletindo a confiança num futuro económico baseado na atividade turística. Já em 1915, na revista Blanco y Negro [es] lia-se: «o Palácio da Madalena tem sido o talismã mágico que transforma esses recantos, urbanizando-os». Um paradigma desse novo crescimento é a Avenida da Rainha Vitória, rodeada de árvores, pequenos jardins e mansões, situada a grande altura sobre a Praia dos Perigos [es], que liga o centro de Santander, ao longo da costa, à península da Madalena e ao Sardinero. A crise portuária da cidade, que até então vivia do comércio naval, foi superada graças ao boom do turismo.
Miguel de Unamuno mencionou o local começando com o seguinte trecho: «Contemplando desde aqui, desta atalaia do rochedo costeiro da Madalena, Santander […]». Trinta e dois dos seus poemas foram compilados pelos seus amigos num livro intitulado Cuadernos de la Magdalena, escritos quando dava aulas nos cursos de verão da Universidade Internacional. Outros autores ilustres também visitaram e mencionaram o local, como por exemplo, o mexicano Manuel Toussaint [es] em Excursiones desde Madrid, ou o santanderino Gerardo Diego, que o usou como cenário em algumas das suas obras.
Entre 2011 e 2013 o palácio foi usado na rodagem da série de televisão Gran Hotel, da Antena 3 espanhola. Em 2016 foi local do casamento dos atores espanhóis Javier Veiga [es] e Marta Hazas [es].